# Nicolas Théobald
Nicolas Théobald là nhà cổ sinh vật học, địa chất học, giáo sư và nhà côn trùng học người Pháp (1903-1981). Ông bảo vệ luận án của mình vào năm 1937.